# Lloyd Avery II
Lloyd Avery II (Los Angeles, 1969. június 21. – Crescent City, Kalifornia, 2005. szeptember 4.) amerikai színész, bűnöző.

## Élete
Avery a kaliforniai Los Angelesben született mexikói és afro-amerikai szülők gyermekeként, és a  View Parkban környékén nőtt fel. Beverly Hillsen járt Gimnáziumba.
Avery első filmszerepét John Singleton rendezésért Oscar-díjra jelölt Fekete vidék (Boyz n the Hood) című filmjében játszotta. Singleton következő filmjében, a Hazug igazságban (Poetic Justice), ismét szerepet kapott Avery. Ezt követően számos más filmben is feltűnt, mint például a Ne légy barom, miközben iszod a dzsúszod a gettóban (Don't Be a Menace to South Central While Drinking Your Juice in the Hood) című vígjátékban. 

## Halála
Avery-t 2005-ben kettős gyilkosság miatt letartóztatták és életfogytiglani börtönbüntetésre ítélték. 2005. szeptember 4-én a Crescent City-ben található Pelican Bay Állami Börtönben Kevin Roby nevű cellatársa meggyilkolta. Holttestét két nappal később, szeptember 6-án este találták meg, és megállapították, hogy fejbeverték majd megfojtották.

## Filmjei
- Fekete vidék (Boyz n the Hood)  (1991)
- Doogie Howser, M.D.(Televíziós sorozat) (1992)
- Hazug igazság (Poetic Justice) (1993)
- Ne légy barom, miközben iszod a dzsúúzod a gettóban (Don't Be a Menace to South Central While Drinking Your Juice in the Hood) (1996)
- The Breaks (1999)
- A fogoly (Lockdown) (2000)
- Focus (2001)

## Fordítás
Ez a szócikk részben vagy egészben  a   Lloyd Avery II című angol Wikipédia-szócikk fordításán alapul.  Az eredeti cikk szerkesztőit annak laptörténete sorolja fel. Ez a jelzés csupán a megfogalmazás eredetét és a szerzői jogokat jelzi, nem szolgál a cikkben szereplő információk forrásmegjelöléseként.